# Pauson
Pauson (en grec ancien Παύσων) est un peintre grec du Ve siècle av. J.-C., contemporain de Polygnote et Panénos. 

## Notice historique
Dessinant grotesques et caricatures, il est décrié par Aristophane et Aristote.